# Bourreria setosohispida
Bourreria setosohispida är en strävbladig växtart som beskrevs av Otto Eugen Schulz. Bourreria setosohispida ingår i släktet Bourreria och familjen strävbladiga växter. Inga underarter finns listade i Catalogue of Life.